# Joseph P. Allen
Joseph P. Allen, nome completo Joseph Percival Allen IV (Crawfordsville, 27 giugno 1937), è un astronauta e fisico statunitense.

## Dati biografici ed educazione
I suoi genitori, Mr. e Mrs. Joseph P. Allen III, risiedevano a Frankfort in Indiana. Il giovane Allen frequentò la Mills School ed in seguito la High School di Crawfordsville in Indiana. Fece il suo bachelor in matematica e fisica presso l'Università di DePauw nel 1959, seguito dal master nel 1961 e nel 1965 dalla laurea in fisica che negli Stati Uniti viene conferita come laurea di filosofia. Entrambi i titoli vennero conseguiti presso l'Università Yale.
Allen è sposato con Bonnie Jo Darling, nativa di Elkhart in Indiana. La suocera di Allen, Mrs. W. C. Darling, risiede a tutt'oggi ad Elkhart. Allen è padre di due figli: David Christopher, nato a settembre del 1968 ed Elizabeth Darling, nata a maggio del 1972. Spende il suo tempo libero dedicandosi alla pallamano americana, al gioco dello squash, al volo, alla vela, allo sci alpino, all'ascolto di musica e alla fotografia.
Allen è pluridecorato di onorificenze nel campo militare e civile e membro di influenti associazioni statunitensi.

## Esperienze
Allen entrò nel mondo del lavoro quale ricercatore esterno del Brookhaven National Laboratory, dove collaborò dal 1963 a tutto il 1967. Durante questo periodo, per la precisione dal 1965 al 1967, passò quale fisico effettivo al laboratorio per strutture nucleari (Nuclear Structure Laboratory) dell'Università di Yale, continuando comunque a collaborare con il predetto laboratorio dall'esterno. Prima di essere scelto quale astronauta prestò servizio presso il laboratorio di ricerca fisico e nucleare (Nuclear Physics Laboratory) dell'Università di Washington.
Allen venne scelto dalla NASA ad agosto del 1967 quale scienziato-astronauta. Svolse il suo addestramento da pilota presso la Vance Air Force Base in Oklahoma. Fece parte dell'equipaggio di supporto per la missione dell'Apollo 15 nel ruolo di scienziato di missione, assumendo in tale funzione fra l'altro il ruolo di Capcom. In tale incarico collaborò pure alla missione dell'Apollo 17. Inoltre fece parte dello staff di consulenza per la scienza e tecnologia cioè un apposito organo di consulenza per la politica economica internazionale del Presidente degli Stati Uniti.
Dall'agosto 1975 al 1978, Allen fu assistente amministratore per affari legali della NASA al quartier generale di Washington, D.C. Ritornato al Johnson Space Center nel 1978, nel ruolo di scienziato-astronauta anziano, Allen venne assegnato al gruppo incaricato per lo sviluppo delle operazioni di missione da eseguire durante i successivi progetti. Fece parte dell'equipaggio di supporto per il primo volo di collaudo in orbita del programma Space Shuttle assumendo il ruolo di Capcom durante tutta la durata della missione stessa. In aggiunta, dal 1980 al 1981, collaborò nel ruolo di assistente tecnico del direttore delle operazioni di volo Gene Kranz.
Allen partecipò alla missione dello Space Shuttle Columbia STS-5, nel ruolo di specialista della missione. Si trattò della prima missione con il sistema di trasporto di carico di bordo completamente funzionante che venne lanciata dal Kennedy Space Center in Florida l'11 novembre 1982. Dell'equipaggio fecero inoltre parte il comandante Vance Brand, il pilota Robert Overmyer ed il secondo specialista della missione, il dott. William B. Lenoir. STS-5, la prima missione nello spazio equipaggiata con quattro astronauti, fu la dimostrazione indiscutibile della piena funzionalità dello Shuttle riuscendo ad estrarre dalla baia di trasporto dell'orbiter ed a posizionare i primi due satelliti artificiali per comunicazione commerciale. La missione segnò il primo uso del Payload Assist Module (PAM-D) - cioè l'apposito braccio per spostare i carichi di bordo, ed il relativo sistema nuovo di estrazione. Durante tutta la missione vennero eseguiti numerosi test di volo per dimostrare e documentare l'affidabilità dello Shuttle durante la fase di lancio, di volo in orbita, di rientro in atmosfera e di atterraggio. STS-5 fu l'ultimo volo che caricò la Development Flight Instrumentation (DFI), cioè un pacchetto di strumenti che assisteva il collaudo di volo. Durante la missione vennero inoltre eseguiti diversi esperimenti. Il 16 novembre l'equipaggio del STS-5 concluse il volo con successo dopo cinque giorni nello spazio con un atterraggio perfetto attraverso fittissime nubi portando a terra il veicolo spaziale sulla pista numero 22 dell'Edwards Air Force Base in California. La missione, che ebbe una durata totale di 122 ore, compì 81 orbite terrestri.
Allen venne nuovamente nominato come specialista della missione per il volo del STS-51-A, lanciato dal Kennedy Space Center l'8 novembre 1984. L'equipaggio di questa missione era inoltre formato dal comandante Frederick (Rick) Hauck, dal pilota David M. Walker e dagli specialisti di missione la dottoressa Anna L. Fisher e Dale Gardner. Si trattò del secondo volo della Discovery. Durante la missione vennero posizionati due satelliti artificiali: l'Anik D-2 (Telesat H) canadese ed il Hughes' LEASAT-1 (Syncom IV-1). Venne inoltre eseguito un esperimento per la società 3M Company, la società conosciuta su tutto il mondo per la produzione di scritte pubblicitarie. Durante il primo tentativo di un'azione di salvataggio della storia eseguito durante questa missione, l'equipaggio fu in grado di recuperare i satelliti per comunicazione Palapa B-2 e Westar VI per portarli a terra dove poterono essere riparati. La missione STS 51-A, che ebbe una durata totale di 192 ore, compì 127 orbite terrestri prima di atterrare il 16 novembre 1984 presso il Kennedy Space Center in Florida. Con la conclusione di questa missione, il dott. Allen ha raggiunto un totale di 314 ore di volo nello spazio.
In totale Allen ha raggiunto 3.000 ore di volo su aerei jet.
Sino al suo ritiro nel 2004 Allen è stato presidente della Space Industries di Houston in Texas.